# Toullou (Illéla)
Toullou (auch: Toulou) ist ein Dorf in der Stadtgemeinde Illéla in Niger.

## Geographie
Das Dorf liegt etwa 30 Kilometer südlich des Stadtzentrums von Illéla, der Hauptstadt des gleichnamigen Departements Illéla in der Region Tahoua. Größere Dörfer in der Umgebung sind das rund sechs Kilometer nordöstlich gelegene Tajaé Sédentaire, das rund 14 Kilometer nordwestlich gelegene Dandadji, das rund 14 Kilometer westlich gelegene Dafawa, das rund 16 Kilometer östlich gelegene Dabnou und das rund 20 Kilometer südöstlich gelegene Guidan Ider.
Toullou besteht aus zwei Ortsteilen, die jeweils von eigenen traditionellen Ortsvorstehern (chefs traditionnels) geleitet werden: Toullou I und Toullou II.

## Geschichte

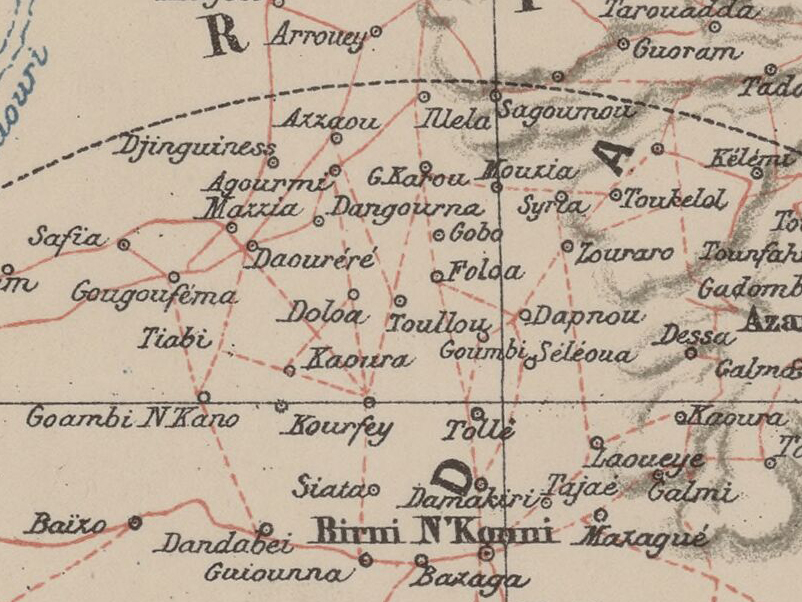
Ausschnitt einer Karte von 1903 mit Toullou im Zentrum

Der staatliche Stromversorger NIGELEC elektrifizierte das Dorf im Jahr 2013.

## Bevölkerung
Bei der Volkszählung 2012 hatte Toullou 8785 Einwohner, die in 1268 Haushalten lebten. Bei der Volkszählung 2001 betrug die Einwohnerzahl 4630 in 724 Haushalten und bei der Volkszählung 1988 belief sich die Einwohnerzahl auf 2836 in 440 Haushalten.

## Wirtschaft und Infrastruktur
Der Wochenmarkt von Toullou zählt zu den wichtigsten im Gemeindegebiet von Illéla. Hier werden Vieh und Waren des täglichen Bedarfs gehandelt. Der Markttag ist Montag. In der Siedlung wird Saatgut für Augenbohnen produziert.
Im Dorf gibt es ein einfaches Gesundheitszentrum ohne eigenes Labor und Entbindungsstation. Der CEG Toullou ist eine Schule der Sekundarstufe des Typs Collège d’Enseignement Général.